# Station Klukowo
Station Klukowo is een spoorwegstation in de Poolse plaats Gdańsk.